# Ткаченко Олександр Євгенійович
Олекса́ндр Євге́нійович Ткаче́нко (нар. 1 березня 1972, Ленінград) — священнослужитель Російської православної церкви, протоієрей Санкт-Петербурзької єпархії, настоятель храму Миколи Чудотворця та храму Успіння Божої Матері, який будується Свято-Духівським собором у Санкт-Петербурзі.
Лауреат Державної премії РФ у галузі благодійної діяльності (2016). Член Громадської палати Російської Федерації (з 2017 року).
Засновник та генеральний директор першого в Росії Дитячого хоспісу, керівник фонду «Круг добра» (з 2021 року).

## Біографія
Народився 29 лютого 1972 року в Ленінграді в родині Євгена та Галини Ткаченків. У 1989 році закінчив школу № 344 Невського району.[джерело не вказане 3664 дні]
У 1989–1994 роках навчався в Санкт-Петербурзькій духовній семінарії, у 1994–1998 роках — у Санкт-Петербурзькій духовній академії. Під час навчання в семінарії проходив підготовку в медичних закладах США та Великої Британії за спеціальністю «Діяльність лікарняного капелана».
У 1995 році був рукопокладений у сан диякона (служив у приході Софійського собору Царського Села), у 1997 році — у сан пресвітера та призначений штатним священником Миколо-Богоявленського Морського собору. Прослужив там до 2003 року, коли став настоятелем храму на честь Успіння Пресвятої Богородиці на Північному кладовищі Санкт-Петербурга.
У 2004–2019 роках — настоятель домової церкви Різдва Пророка, Предтечі і Хрестителя Господнього Йоанна при Суворовському військовому училищі (колишній Пажеський корпус).
З 2008 року — настоятель собору Сходження Святого Духа на Апостолів, що будується на вулиці Долгоозерна в Санкт-Петербурзі.
З 2011 року — настоятель храму Тихвинської ікони Божої Матері в селі Путілово Кіровського району Ленінградської області.
У 2009 році Ткаченко був обраний членом єпархіальної ради Санкт-Петербурзької єпархії.
20 березня 2017 року за президентською квотою був затверджений членом Громадської палати Російської Федерації на 2017–2020 роки.
Одружений, виховує чотирьох синів.

## Діяльність
2003 року Ткаченко ініціював створення некомерційної медичної установи «Дитячий хоспіс» у межах благодійної діяльності Санкт-Петербурзької єпархії. Під його керівництвом група лікарів, медичних сестер, психологів та соціальних працівників виявила групу дітей, які потребували паліативного догляду, та організувала системну допомогу їм і членам їхніх родин.
2004 року Ткаченко на запрошення митрополита всієї Америки і Канади Германа Свайко з офіційним візитом відвідав США; Ткаченко брав участь у поверненні до Росії чудотворної Тихвинської ікони Божої Матері.
2007 року на підставі постанови уряду Санкт-Петербурга Ткаченко отримав для організації хоспісу будівлю колишнього Миколаївського сирітського пансіону на території парку Куракіна Дача. Ткаченко розробив основні документи, пов'язані з організацією надання дитячої паліативної допомоги..
1 червня 2010 року відбулося відкриття Санкт-Петербурзької державної автономної установи охорони здоров'я «Хоспіс (дитячий)», генеральним директором якої став Ткаченко.
1 червня 2011 року в селищі Лахта (Ольгіно) Приморського району Санкт-Петербурга Ткаченко відкрив другий стаціонар дитячого хоспісу для дітей з інших регіонів, які проходили лікування в Санкт-Петербурзі.
З 2014 року — генеральний директор Імператорського фонду дослідження онкологічних захворювань.
Дійсний член Імператорського православного палестинського товариства (з 2019 року).
У січні 2021 року за указом Володимира Путіна очолив фонд підтримки дітей з тяжкими загрозливими для життя і хронічними захворюваннями, зокрема рідкісними (орфанними), під назвою «Круг добра».

## Нагороди
- Орден Пошани (23 червня 2020) за великий внесок у розвиток охорони здоров'я та багаторічну сумлінну працю[14]
- Державна премія Росії (2016) — за видатні досягнення у сфері благодійної діяльності[15]
- Відзнака «За благодіяння» (Указ Президента РФ від 13 лютого 2014 року, № 74)[16][17][18]
- Подяка Президента Російської Федерації (2011)[19]
- Подяка Президента Російської Федерації (2011)[19]
- Премія Уряду Російської Федерації (2022)[20]
- Подяка Законодавчих зборів Ленінградської області (2016)[21]
- Знак преподобного Сергія Радонезького (2019, Московська область)[22]
- Орден святителя Луки, архієпископа Кримського III ступеня (1 березня 2022 року, Російська православна церква)[23]
- Орден преподобного Сергія Радонезького III ступеня (2018, Російська православна церква)[24]
- Орден «За церковні заслуги» III ступеня (28 липня 2017 року, Молдовська православна церква)[25]
- Імператорський орден святої Анни I ступеня (2023 рік, Російський Імператорський Дім)
- Вензелевий знак Глави Російського Імператорського Дому великої княгині Марії Володимирівни I ступеня (2017 рік, Російський Імператорський Дім)[26]
- Імператорська пам'ятна медаль «Ювілей всенародного подвигу. 1613—2013 рр.» (2013 рік, Російський Імператорський Дім)[27]
- Медаль «За гуманітарні досягнення» Австрійського товариства Альберта Швейцера (2013)
- Лауреат Міжнародної премії всехвального апостола Андрія Первозваного «За Віру і Вірність» (2011)[1][28][29]
- Лауреат премії імені Великої княгині Єлизавети Федорівни (2019, Імператорське православне палестинське товариство) — за безкорисливе служіння справі милосердя, благодійності та гуманітарного виховання молодого покоління[30]